# Grand Palais éphémère
Le Grand Palais éphémère est une salle d'exposition temporaire située à Paris sur le Champ-de-Mars, conçue et réalisée par GL events avec l'architecte Jean-Michel Wilmotte.
Cette salle temporaire, inaugurée en 2021, a notamment accueilli les épreuves de lutte et de judo des Jeux olympiques d'été de 2024. Elle est démolie en 2025.

## Construction
La construction en bois, pour un coût de 40 millions d'euros, est à l'initiative d'un appel d'offres lancé par la Réunion des musées nationaux et du Grand Palais des Champs-Élysées et du Comité d'organisation des Jeux olympiques et paralympiques d'été de 2024, qui confient la concession à GL events,.
Le bâtiment en croix, d'une longueur de 145 mètres pour une largeur de 130 mètres, culmine à 20 mètres de hauteur,. Sa charpente courbe en bois a été préfabriquée en atelier avant d'être assemblée sur place,. Les 44 arches structurelles, conçues en lamellé-collé d'épicéa, fonctionnent en compression pour minimiser la masse de bois utilisé, et sont complétées par des éléments de verre et de béton. La structure est recouverte d'une double peau, dont une couche d'EFTE.

## Financement
Le coût de construction est estimé à 40 millions d'euros. Selon le promoteur de l'opération, le financement est intégralement assuré par les revenus des locations au Grand Palais et aux Jeux olympiques.

## Inauguration et utilisation
Le Grand Palais éphémère ouvre ses portes le 12 juin 2021. Le bâtiment est construit face à la tour Eiffel sur le Champ-de-Mars dans le but d'accueillir les expositions et les événements culturels pendant la durée des travaux de rénovation du Grand Palais, Réunion des musées nationaux et du Grand Palais des Champs-Élysées, qui débutent en mars 2021 pour une durée approximative de trois ans,.
Cette salle de 10 000 m2 est achevée en mai 2021, en prévision des Jeux olympiques d'été de 2024.
Elle a pour vocation d'accueillir des expositions pendant la rénovation du Grand Palais,.
Le 12 juillet 2021 Emmanuel Macron s'adresse aux Français depuis le Grand Palais éphémère afin d'annoncer de nouvelles mesures pour faire face à la pandémie de Covid-19 et le variant Delta, comme l'extension du passe sanitaire et l'obligation vaccinale des soignants.
Le Grand Palais éphémère, également appelé « Arena Champ de Mars », accueille les épreuves de lutte et de judo lors des Jeux olympiques d'été de 2024.
La société privée GL Events est le concessionnaire du Grand Palais éphémère. Elle a assuré la conception et la construction de l’ouvrage, en assure la maintenance et gère la revente de l'édifice.

## Événements organisés
- En juillet 2021 il accueille la 10e édition du forum des ingénieurs et architectes du bois au Forum International Bois Construction[17],[18].
- Depuis 2021 il organise annuellement "Palais augmenté", le premier festival consacré à la création artistique en réalité augmentée[19],[20].
- En octobre 2021 s'y tient la Foire internationale d'art contemporain (FIAC)[21].
- Fin 2022 et jusqu'au 9 janvier 2023 la maison de mode française Chanel y fait son « Grand numéro », avec une exposition qui déroule l'histoire olfactive de la marque[22].
- Du 21 au 23 avril 2023 le festival du livre y organise son événement annuel.
- 18-22 octobre 2023 : Paris+ by Art Basel[23].
- 3-7 avril 2024 : Art Paris 2024[24].
- 27 juillet au 3 août 2024 : épreuves de judo et de lutte aux Jeux olympiques d'été de 2024. Le Grand Palais éphémère est renommé Arena Champ-de-Mars pour l'occasion.
- 28 août au 8 septembre 2024 : épreuves de judo et de rugby-fauteuil aux Jeux paralympiques d'été de 2024.

## Démolition
Le Grand Palais éphémère est le dernier site temporaire des Jeux olympiques toujours en place, fin 2024, sur le Champs-de-Mars. Sa présence y est considérée comme illégale. GL events s'était engagé à démonter cette construction éphémère fin novembre 2024. Toutefois, GL events a annoncé que le déménagement de la structure ne commencerait finalement qu’au premier trimestre 2025. Cette décision, prise unilatéralement par la société, est contestée par la Mairie de Paris et le ministère de la Culture,. La construction est conçue pour être revendue par morceaux. Des communes se seraient déjà portées acquéreuses de certains éléments, selon l'architecte. Le démontage de la structure débute finalement le 3 février 2025, et s'achève le 6 mai suivant,.

## Galerie

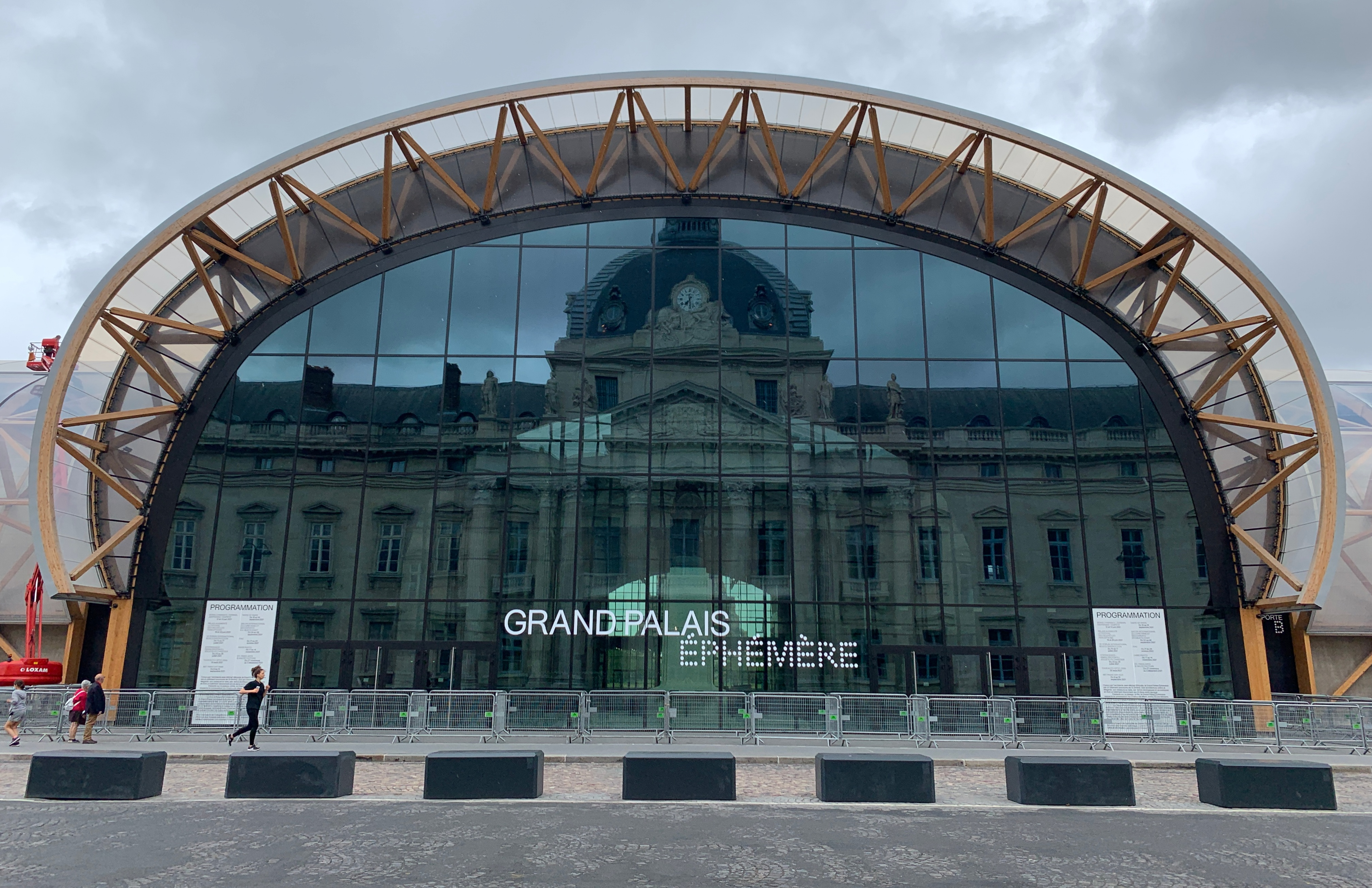
Entrée du Grand Palais éphémère.
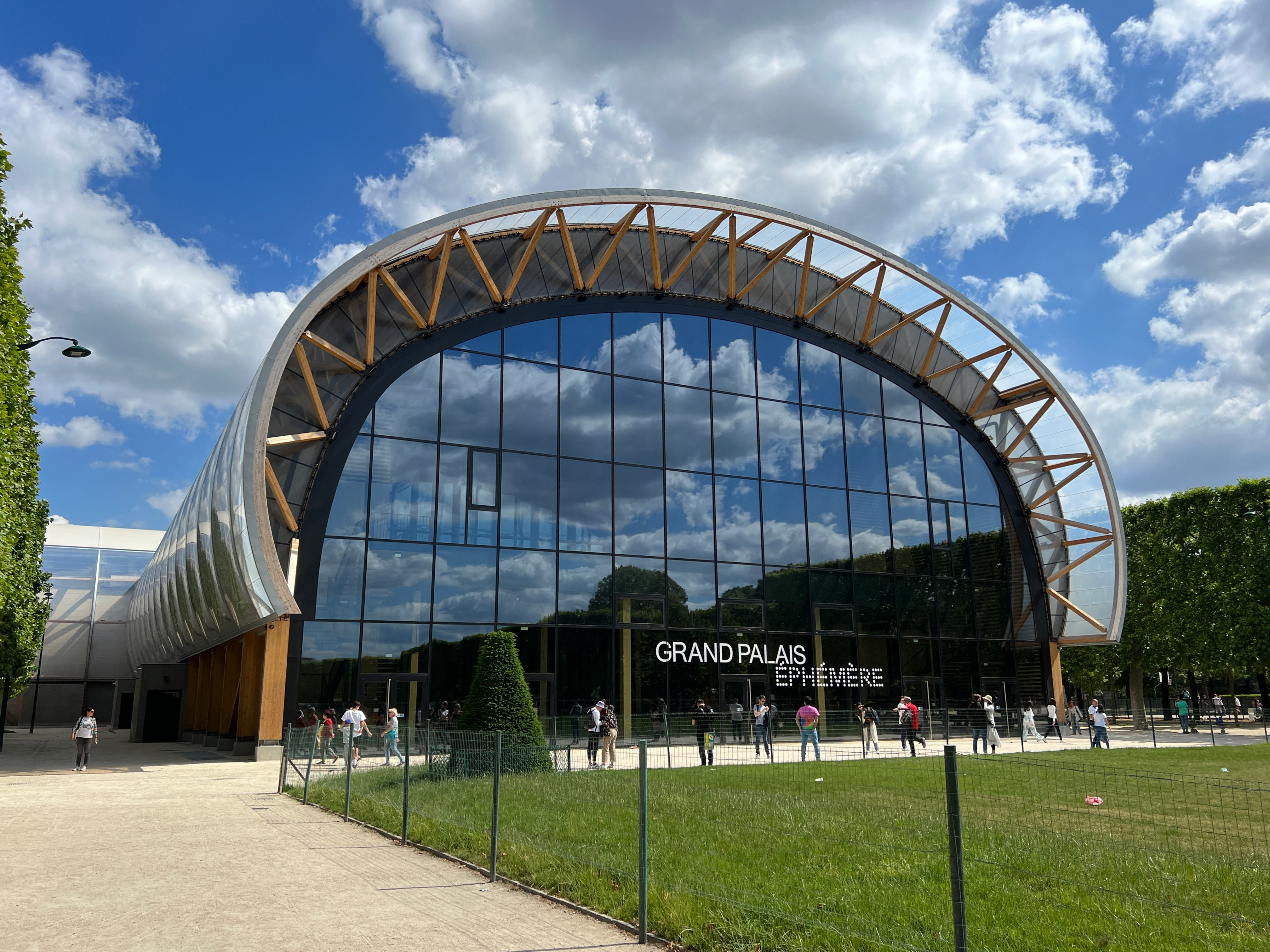
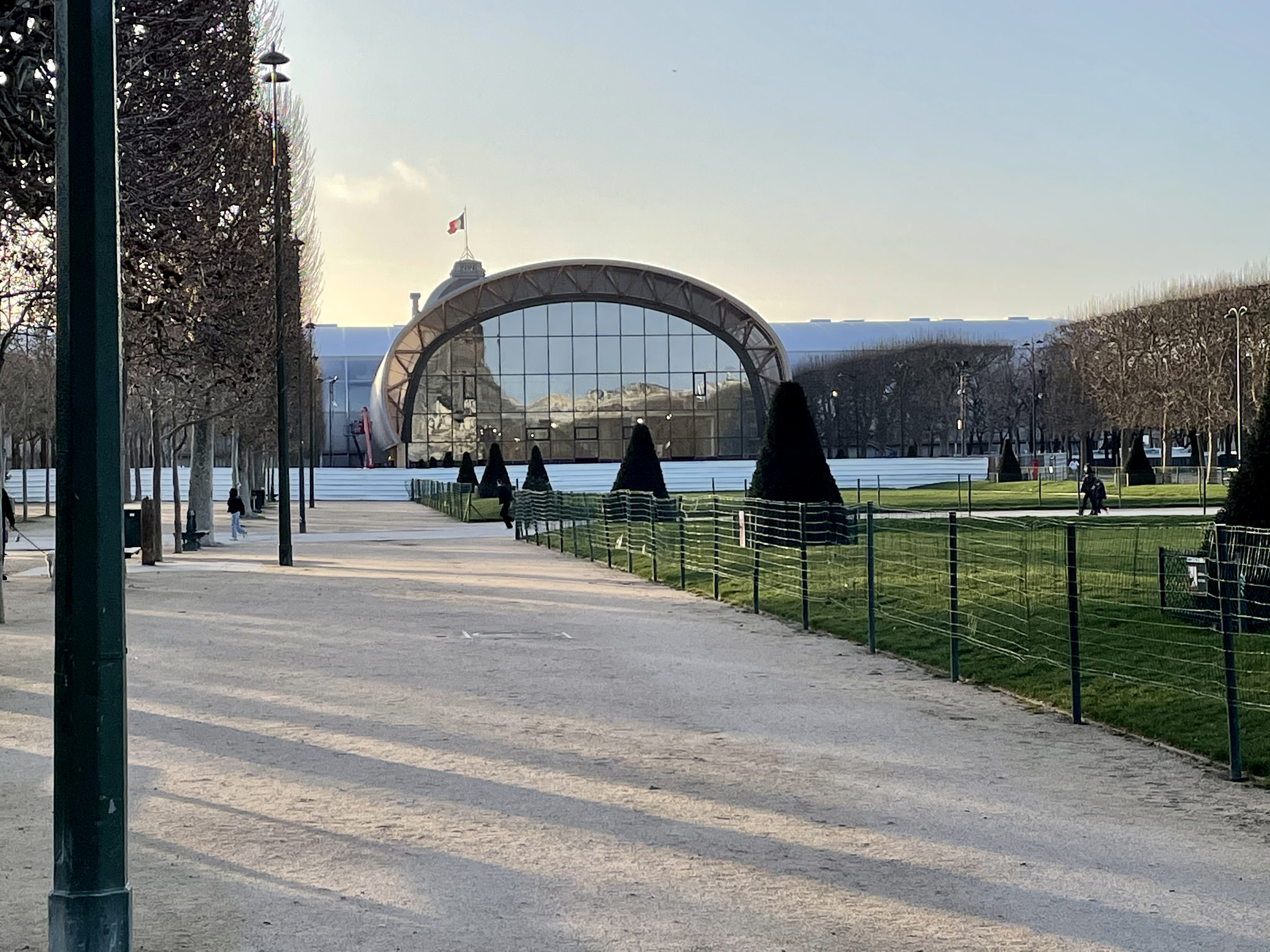
Grand Palais éphémère (vue de la gauche).
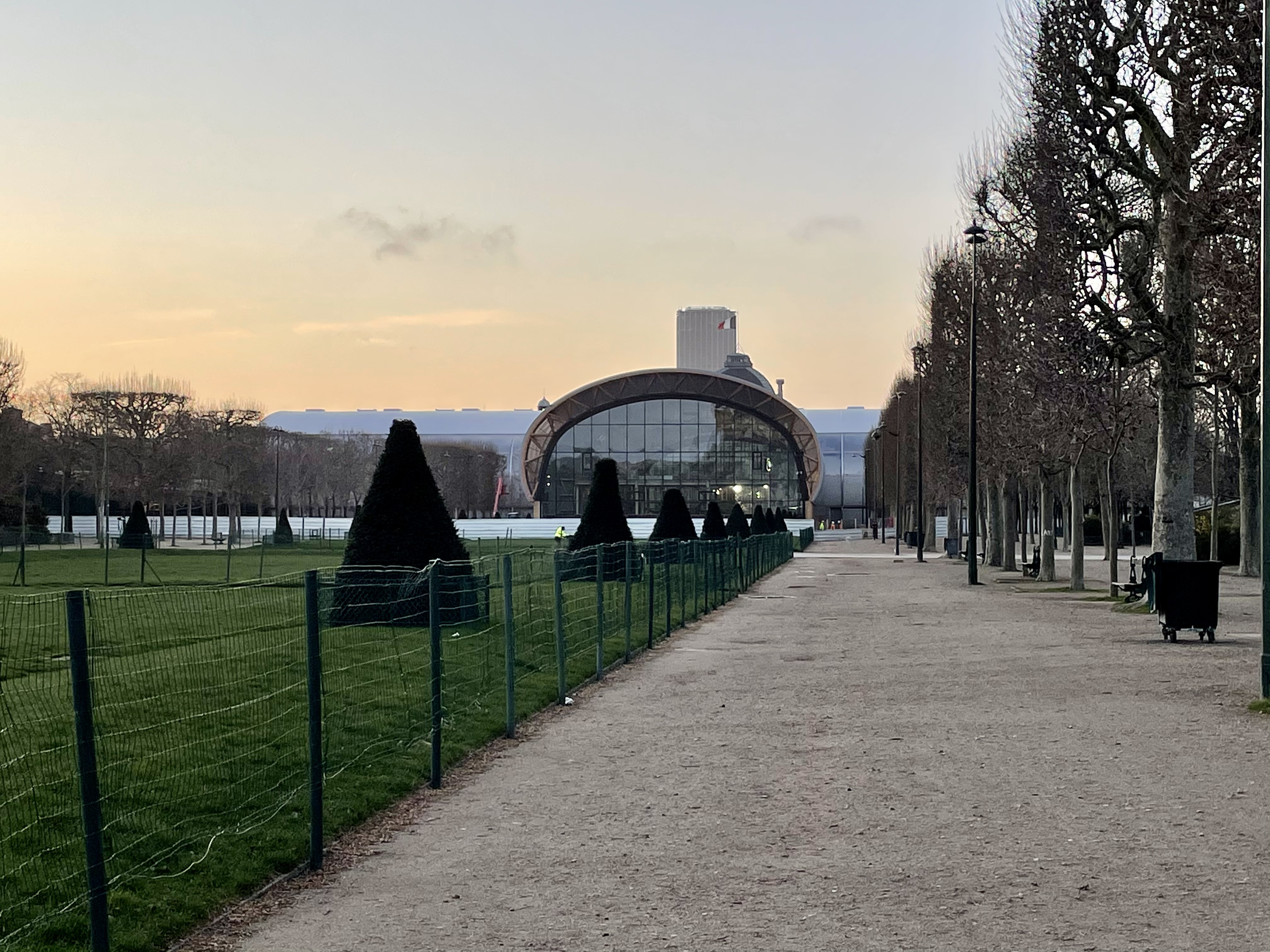
Grand Palais éphémère (vue de la droite).
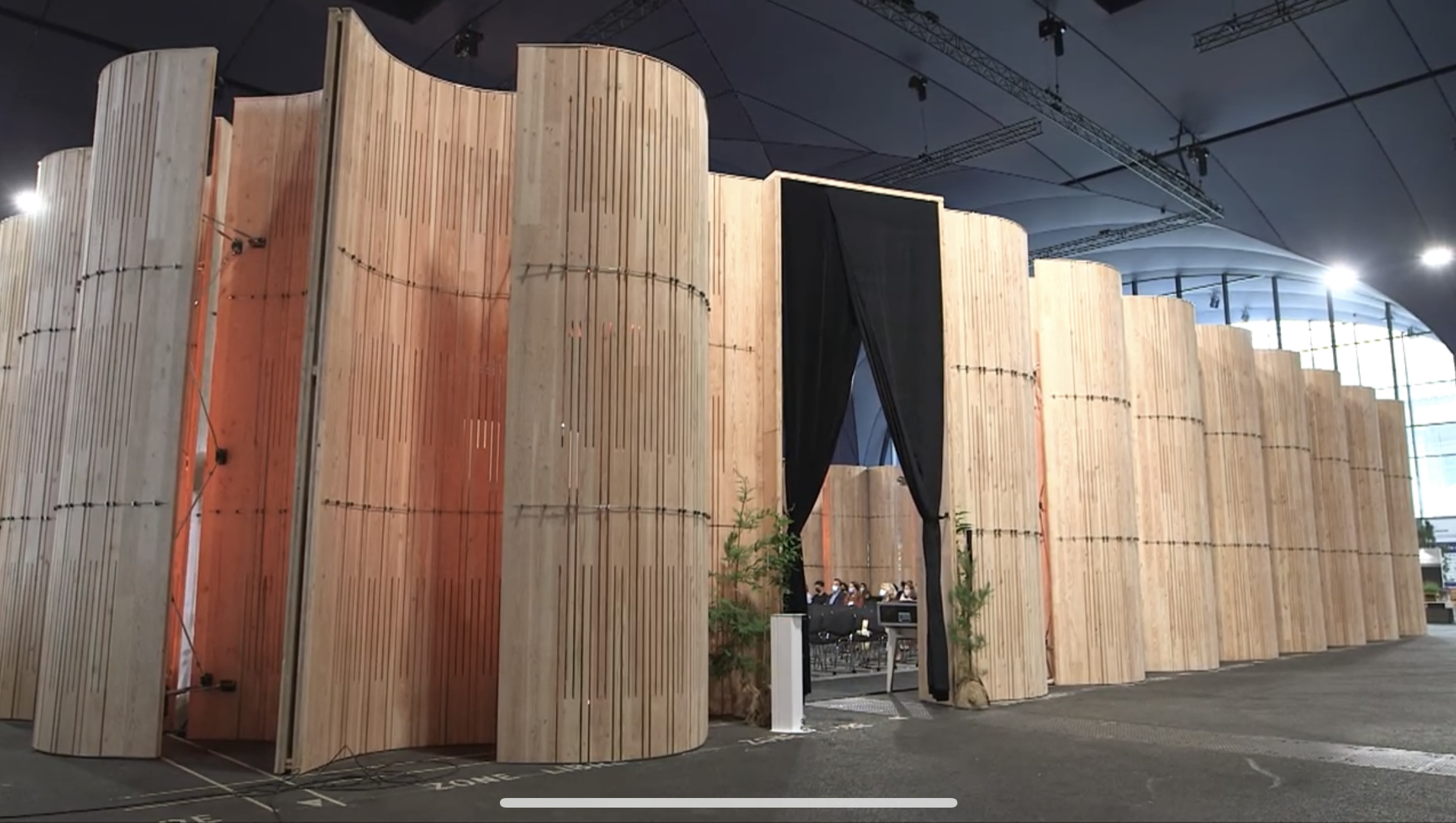
Auditorium éphémère installé au sein du Grand Palais éphémère lors du 10e Forum international Bois Construction.